# John Foxe
John Foxe (1516 - 8 d'abril de 1587) és recordat per ser l'autor del famós Llibre dels Màrtirs, que és un compendi dels màrtirs cristians al llarg de la història, amb èmfasi en el patiment dels protestants anglesos des del segle xiv fins al regnat de Maria I d'Anglaterra.
La popularitat del llibre i la seva freqüent lectura dels puritans anglesos va ajudar a modelar l'opinió popular sobre el catolicisme durant diversos segles.

## Biografia

### Educació
Foxe va néixer a Boston, Lincolnshire, Anglaterra en el cor d'una família relativament acomodada. Ell ha estat un fill especialment estudiós i devot.
Al voltant de 1534, als 16 anys, John Foxe va entrar al Col·legi Brasenose de la Universitat d'Oxford, on va ser alumne de John Harding o Hawarden. El 1535 Foxe va ser admès al Col·legi Magdalena on va poder millorar el seu llatí i col·laborar com a instructor menor. Va progressar a la universitat com a professor a prova al juliol de 1538 i es va convertir en professor al juliol de l'any següent.
Foxe va completar la seva llicenciatura el 17 de juliol de 1537, el seu grau de mestratge al juliol de 1543 i va ser catedràtic de lògica el 1539-40.
Una sèrie de cartes manuscrites de Foxe presumptament escrites entre 1544-45 mostren a un home "de disposició amigable i simpaties càlides, profundament religiós, ardent estudiós i amb gran zel per a fer coneixences amb els altres estudiosos". Quan va arribar als 25 anys, havia llegit els clàssics grecs i llatins, els escrits escolàstics, la llei canònica i posseïa cert domini de l'idioma hebreu.

### Renúncia a Oxford
Foxe va dimitir de la seva universitat el 1545, al fer-se evangèlic i, per tant, acceptar les creences condemnades per l'Església d'Anglaterra sota Enric VIII. Després d'un any de càtedres públiques, Foxe va ser forçat a prendre les santes ordres per a les festivitats de l'arcàngel Sant Miquel el 1545 pel que potser la seva oposició al celibat clerical hagi estat la raó de la seva renúncia. També es diu que va poder haver estat expulsat com a part d'una neteja de membres protestants, encara que els registres del col·legi mostren que va renunciar per voluntat pròpia i "ex honesta causa". El canvi temporal d'opinió religiosa va causar una ruptura de les relacions amb al seu padrastre i va posar la seva vida en perill, ja que Foxe va presenciar la crema de William Cowbridge al setembre de 1538.
Després d'abandonar el que semblava una carrera acadèmica prometedora, va passar per un període de grans necessitats. Hugh Latimer va convidar a Foxe perquè visqués amb ell, però ell es va col·locar com a tutor a la llar de Thomas Lucy de Charlecote, prop de Stratford-upon-Avon on va contreure núpcies amb Agnes Randall el 3 de febrer de 1547. És possible que a causa d'això hagi deixat el seu lloc com a tutor.

### Vida a Londres sota el regnat d'Eduard VI
La condició de Foxe va millorar després de la mort d'Enric VIII al gener de 1547 i la posterior ascensió Eduard VI que va portar la formació del Consell Privat del Regne Unit dominat per protestants a favor de la Reforma. A la fi de 1547, Foxe es va traslladar a Londres i va completar tres traduccions de sermons protestants publicats per Hugh Singleton. En aquest període, Foxe va trobar suport de Maria Fitzroy, la duquessa de Richmond, que el va contractar com a professor particular dels nens orfes del seu germà, Henry Howard, catòlic que havia estat executat per traïció el gener de 1547. Els nens eren Thomas, que es va convertir en quart duc de Norfolk i en un amic valuós de Foxe; Jane, posteriorment Comtessa de Westmorland; Henry, posteriorment el “earl” de Northampton; i Charles, que comandaria la flota anglesa contra l'armada espanyola.
Mentre Foxe va romandre a Anglaterra, va viure a la casa de les duquesses de Mountjoy per un temps, i després en un castell de Reigate.
Foxe va ser ordenat diaca per Nicholas Ridley el 24 de juny de 1550 i el seu cercle d'amics, associats, i partidaris en aquest temps va incloure a John Hooper, William Turner, John Rogers, William Cecil, i John Beli qui es va convertir en un amic proper i "certament va motivar i possiblement va guiar" a Foxe en el seu primer treball sobre el martirologi.
De 1548 a 1551, Foxe va realitzar un tractat en contra de la pena de mort per adulteri i un altre en suport a l'excomunió eclesiàstica d'aquells qui creia "guardaven una ambició velada sota la coberta del protestantisme". També va treballar, encara que sense èxit, en contra de dues cremes per motius religiosos durant el regnat d'Eduard VI.

### Exili sota Maria I
Amb l'ascens de Maria I al juliol de 1553, Foxe va perdre la tutoria quan l'avi dels nens, el Duc de Norfolk, va ser alliberat de la presó. Foxe es va mantenir cautelós, perquè sabia que havia comès un error a l'haver escrit llibres protestants mentre el clima polític empitjorava, i fins i tot es va sentir personalment amenaçat pel bisbe Stephen Gardiner.
Escapant d'oficials enviats per al seu arrest, es va escapolir per mar al costat de la seva esposa encinta des d'Ipswich fins a Nieuwpoort. Va viatjar d'aquí a Anvers, Rotterdam, Frankfurt i Estrasburg on va arribar al juliol de 1554. A Estrasburg, Foxe va publicar una història en llatí de les persecucions cristianes, esbós que va portar d'Anglaterra i que "es va convertir en el primer esbós dels seus Actes i Monuments".
En la tardor de 1554 Foxe es va mudar a Frankfurt on va servir com a predicador per a refugiats en la ciutat. Aquí va ser arrossegat contra la seva voluntat a amargues disputes teològiques. Un costat donava suport a la litúrgia basada en el Llibre d'Oració Comuna mentre que l'altre promovia els models reformats promoguts per Calví. El segon grup, liderat per John Knox, va rebre el suport de Foxe, mentre que el primer va ser liderat per Richard Cox. Després d'un temps, Knox va ser expulsat i en la tardor de 1555 Foxe i uns altres vint partidaris van abandonar Frankfurt. Encara que Foxe donava suport a Knox, va expressar el seu disgust per la "violència dels costats en disputa".
Quan es va mudar a Basilea, Foxe va treballar amb els seus companys John Beli i Lawrence Humphrey, que van revisar els seus escrits i va completar el drama religiós "Christus Triumphans" (1556) en vers llatí. No obstant això, a pesar de les aportacions econòmiques ocasionals dels mercaders anglesos en el continent, sembla que Foxe va viure de forma molt atapeïda i pobra.
Al rebre informacions d'Anglaterra sobre la persecució religiosa que es portava a terme, va escriure un pamflet urgint a la noblesa anglesa a fer ús de la seva influència amb la reina per a detenir-la. Foxe temia que la petició fos inútil, temor que es va confirmar. Quan el seu amic Knox va atacar a Maria Stuard en el seu ara famós The First Blast of the Trumpet Against the Monstrous Regiment of Women, Foxe va criticar la "ruda vehemència" de Knox encara que això no va causar problemes amb la seva amistat.

### Retorn a Anglaterra
Al morir Maria I el 1559, Foxe no tenia pressa per a tornar a casa i va esperar per a veure si el canvi seria permanent. Addicionalment, es trobava en una condició de pobresa tan important que era incapaç de viatjar amb tota la seva família fins que li fossin enviats diners. De retorn, va viure deu anys a Aldgate, Londres, a casa del seu antic pupil Thomas Howard, ara el quart duc de Norfolk. Foxe ràpidament es va associar amb John Day, l'impressor d'obres religioses controvertides, al mateix temps que va treballar en un nou martirologi que eventualment es convertiria en el Llibre dels Màrtirs.
Foxe va ser ordenat sacerdot pel seu amic Edmund Grindal, ara bisbe de Londres, però en ser purità, i igual que molts exiliats, tenia escrúpols sobre la vestimenta clerical imposada per la reina el 1559. Molts dels seus amics eventualment es van adaptar, però Foxe era de ment més persistent i va mantenir la seva oposició.

### Vida sota el regnat d'Elisabet I
El 22 de maig de 1563, poc després que la primera edició d'"Actes i monuments" va ser publicat, Foxe va ser designat prevere de Shipton a la catedral de Salisbury, aparentment en el reconeixement del seu assoliment. Foxe mai va visitar la catedral i no va realitzar cap deure associat a la posició excepte designar un vicari.
Abans de 1565 Foxe va ser ficat contra la seva voluntat en la controvèrsia de les vestidures conduïda en aquell moment pel seu associat Crowley. El nom de Foxe estava en una llista dels “predicadors sants que han abandonat completament l'Anticrist i tots els seus draps de Romish” (és a dir, els Puritans primerencs) que va ser presentat al senyor Robert Dudley entre 1561 i 1564. Ell era un dels vint clergues que van sol·licitar el 20 de març de 1565 perquè els permetin triar no usar les vestidures, però en semblança amb molts dels altres, Foxe no tenia res a perdre quan l'arquebisbe Parker va fer complir la seva voluntat. Quan Crowley va perdre la seva posició en el St. Giles-without-Cripplegate, Foxe li va donar el seu suport. Alguns anys més tard (presumiblement el 1568) Foxe es va mudar de la casa de Norfolk.
La mudança de Foxe va ser motivada probablement per les seves preocupacions per les accions de Norfolk que van conduir al seu empresonament a la Torre el 8 d'octubre de 1569 i la seva condemna a mort que seguia el 26 de gener de 1572 el pla de Ridolfi. Foxe i Alexander Nowell van ministrar a Norfolk a partir d'aquest temps fins a la seva execució, que Foxe va atendre, el 2 de juny de 1572.
El 2 de febrer de 1577 Foxe va predicar a St. Paul's Cross i va presenciar una queixa de l'ambaixador francès a la reina perquè ell havia dit que els Protestants francesos “tenien gran causa per a prendre els braços contra el seu rei, perquè que ell va admetre que el papa era el seu enemic públic.” Quan va ser cridat per a contestar pel bisbe de Londres, Foxe va dir que ell havia estat responent a l'asserció d'Osorius que els Protestants francesos havien rebutjat la sobirania legal.
Foxe era un dels estudiants més primerencs de l'anglosaxó, i ell juntament amb un altre autor desconegut va publicar una edició dels evangelis de Saxon sota patrocini de l'arquebisbe Parker.
Foxe va morir el 8 d'abril de 1587 i va ser enterrat a St. Giles-without-Cripplegate.

## Actes i monuments ("Llibre de Foxe dels Màrtirs")

### Primera edició
La primera edició anglesa d'"Actes i monuments" va ser un treball històric sense precedents en anglès. Aquesta posseïa 1800 pàgines. El títol complet és "Actes i monuments d'aquests últims i perillosos dies, les matèries commovedores de l'església". Era i segueix conegut comunament com a "Llibre de Foxe dels Màrtirs".
Diversos importants errors que havien aparegut en la versió llatina, i que hi havien estat des de sempre, van ser corregits en aquesta edició. El seu renom era immens. La persecució de Maria I encara estava fresca en les ments dels homes, i la narrativa gràfica intensificava en els seus nombrosos lectors l'odi feroç cap a Espanya i la inquisició, que era una de les passions principals del regnat.

### Segona edició
La segona edició d'"Actes i monuments" va rebre una forta oposició per part dels escriptors catòlics Thomas Harding, Thomas Stapleton, Nicholas Harpsfield, i de molts en general.
Pretenent reforçar el seu llibre contra els seus crítics, i essent inundat per material nou descobert per la publicació de la primera edició, Foxe va muntar una segona edició el 1570. On les acusacions dels seus crítics havien estat raonablement acurades, Foxe treia els passatges que delinquien. On podria rebatre les acusacions, "ell muntava un vigorós contraatac, procurant aixafar el seu adversari sota piles de documents." Tot i que suprimia material que s'havia inclòs en la primera edició, la segona edició gairebé doblava la mida del primer, " dos volums de folis gegantins, amb 2300 pàgines molt grans" de text a doble columna.
L'edició va ser ben rebuda per l'església anglesa, i la cambra alta de Canterbury que es va reunir el 1571, va ordenar que una còpia de la Bíblia del Bisbe i "aquella completa història titulada Monuments de Màrtirs" fos implantada a totes les catedrals i llocs oficials de l'església i a les seves cases per a l'ús de criats i visitants. La decisió va comportar un cert benefici a l'impressor de Foxe John Day perquè havia pres grans riscos financers per a poder imprimir aquesta descomunal obra.

### Tercera i quarta edicions
Foxe va publicar una tercera edició el 1576, però era virtualment una reimpressió de la segona, encara que publicada en paper inferior i lletra més petita. La quarta edició, publicada el 1583, l'última en vida de Foxe, tenia un tipus de lletra més gran i millor paper, però això també poc havia canviat des d'edicions anteriors. La portada incloïa la petició commovedora que l'autor "desitjava, al bon lector, ajudar-lo amb l'oració".